# FN Special Police Rifle
De FN Special Police Rifle (SPR) is een scherpschuttersgeweer met een grendelsysteem van FNH USA, de Amerikaanse
afdeling van het Belgische Fabrique Nationale de Herstal.
Het geweer wordt gemaakt door de U.S. Repeating Arms Company
dat eigendom is van FN. In 2004 werd het goedgekeurd voor gebruik door het
Gijzelaarsreddingsteam van de FBI.

## Varianten
- FN A1
- FN A1a
- FN A2
- FN A4 Shooting System

- FN A3 G
- FN A3 G Shooting System
- FN A5 M
- FN A5 M Shooting System

## Patronen
Volgende patronen kunnen met de FN SPR verschoten worden:
- 7,62×51mm NAVO
  - .308 Winchester
- .300 Winchester Short Magnum